# Esbon (Kansas)
Esbon est une ville américaine située dans le comté de Jewell, au Kansas. Selon le recensement de 2020, sa population est de 69 habitants.